# Lancia Mizar
El Lancia Mizar es un prototipo de automóvil de la marca italiana Lancia, presentado en 1974 en el Salón del Automóvil de Turín y desarrollado por Giovanni Michelotti a partir del Lancia Beta.  

## Características
El Mizar presentaba una carrocería diseñada para alojar a cuatro personas, con una particular configuración de apertura de las 4 puertas en forma de alas de gaviota para un fácil acceso de los pasajeros. Basado en el Lancia Beta 1800, debutó en 1974 en el Salón del Automóvil de Turín. El Mizar fue construido con la idea de proporcionar a los pasajeros la mayor seguridad y comodidad posibles. El exterior del prototipo estaba pintado en violeta.